# Розенн (фільм)
«Розенн» (фр. Rosenn) — бельгійський фільм-драма 2014 року поставлений режисером Іваном Ле Муаном за однойменним романом 1952 року французького письменника Жана де Керлека.

## Сюжет
1909 рік. Відомий сорокарічний англійський письменник Льюїс Лафолі (Руперт Еверетт), витончений своєю апатичністю, зустрічає молоду і яскраву Розенн Орок (Анд Коджа) під час мандрівки на острів Бурбон в Індійському океані. Класична історія кмітливого, дотепного і розумного звабника, який виявляється неймовірним покидьком, щойно справа доходить до близьких стосунків. На противагу силі співчуття як єдиному захистові.

## В ролях
| Анд Коджа        | ···· | Розенн       |
| Руперт Еверетт   | ···· | Льюїс Лафолі |
| Станіслас Мергар | ···· | Кавейрак     |
| Жак Буде         | ···· |              |
| Стефано Кассетті | ···· |              |
| Беатріс Далль    | ···· |              |
| Фірмін Рішар     | ···· |              |

## Визнання
| Нагороди та номінації фільму «Розенн» | Нагороди та номінації фільму «Розенн» | Нагороди та номінації фільму «Розенн» | Нагороди та номінації фільму «Розенн» | Нагороди та номінації фільму «Розенн» | Нагороди та номінації фільму «Розенн» |
| Рік                                   | Кінофестиваль/кінопремія              | Категорія/нагорода                    | Номінант                              | Результат                             |                                       |
| ------------------------------------- | ------------------------------------- | ------------------------------------- | ------------------------------------- | ------------------------------------- | ------------------------------------- |
| 2015                                  | Премія Маґрітт                        | Найперспективніша акторка             | Анд Коджа                             | Номінація                             |                                       |